# 秋元紀子
秋元 紀子（あきもと のりこ）は、日本の女優、演技講師。
愛知県名古屋市出身。

## 来歴
日本大学芸術学部演劇学科卒業後、テアトル・エコー附属養成所、文学座附属演劇研究所修了。
プロダクション・タンクに所属し、中京テレビ『旅はパノラマ』などのレポーターとしてテレビに出演。
1996年より東京アナウンス学院講師。
舞台や映画、ドラマ、ナレーションなど幅広く活動するほか、後進の俳優の育成にもあたっている。
1998年より安房直子をメインとした「語り」の公演を全国各地で行なっている。
NHK杯全国高校放送コンテスト特別審査員。

## 出演

### ラジオ
ドラマ
- サイパンの蒼い海（1998年6月、NHK-FM）[7]
- タイムスリップ戦国時代（2006年1月、NHK-FM）[8]
- サマルカンド年代記（2010年10月 - 11月、NHK-FM）[9]
- 朗読「ヴィヨンの妻、走れメロス」（2021年6月 - 7月、NHK第2ラジオ）[10]